# Efesierbrevet
Efesierbrevet är en av skrifterna i Nya Testamentet, traditionellt betraktad som ett brev av Paulus, skrivet på 60-talet, då Paulus satt fånge i Rom. Brevet brukar därför räknas som ett av fångenskapsbreven. De övriga är Filipperbrevet, Kolosserbrevet och brevet till Filemon.

## Författarfrågan
Brevet börjar och slutar på ett sätt som tycks göra författarfrågan enkel. Skriften inleds med orden: "Från Paulus ... till de heliga ...", ungefär på samma sätt som Paulus brukar inleda sina brev. Även slutet har flera likheter med Paulus så kallade huvudbrev, bland annat Romarbrevet. Ett närmare studium av brevets innehåll och språkliga utformning gör dock att det kan ifrågasättas om Paulus är författaren. Bland bibelforskare anses det i allmänhet vara skrivet omkring 90–100 och då av en lärjunge till Paulus.
De som har hållningen att Efesierbrevet inte är skrivet av Paulus utan under pseudonym av någon efterföljare till honom, brukar peka på förändringar i teologin. Ett exempel på detta är Ef. 2:15 där det står: "Han har upphävt lagen med dess bud och stadgar för att i sin person skapa en enda människa av de två, en ny människa, och så stifta fred." Att lagen skulle vara upphävd är något som Paulus inte hävdar i de oomtvistade breven (till exempel Romarbrevet), utan där menar han att Kristus i stället fullkomnar lagen: "Upphäver vi då lagen genom tron? Inte alls! Vi befäster lagen." (Rom. 3:31) Efesierbrevet 2:15 kan dock översättas med "Han har upphävt lagen när det gäller bud och stadgar ..." och kan på det sättet få de båda bibelställena att stämma överens.
En annan skillnad man brukar betona är att den akuta eskatologin inte finns med i Efesierbrevet på samma sätt som den gör i Romarbrevet. I Romarbrevet talar Paulus om frälsningen som något kommande, medan Efesierbrevet starkt betonar frälsningen som något som redan har skett (Ef. 2:1ff). Man brukar också påpeka att brevet förespråkar en mer hierarkisk församlings- och kyrkosyn: "Han låter hela kroppen fogas samman och hållas ihop genom att alla lederna hjälper och stöder, med just den kraft han ger åt varje särskild del. Då växer hela kroppen till och byggs upp i kärlek." (Ef. 4:16); "Ni har fogats in i den byggnad som har apostlarna och profeterna till grund och Kristus Jesus själv till hörnsten." (Ef. 2:20). Kristus är huvudet på den kropp som kyrkan utgör. I Första Korintierbrevet betonar Paulus de olika delarnas samarbete och inte som i Efesierbrevet, där det råder en stark hierarki mellan Kristus som huvudet och den övriga kroppen eller kyrkan.
De som menar att Efesierbrevet inte är ett äkta Paulusbrev brukar benämna brevet och de andra omtvistade breven, för deuteropaulinska. Forskarna är dock långt ifrån eniga i frågan om huruvida dessa brev är skrivna av Paulus eller ej. Ännu finns ingen konsensus och argument finns på båda sidor. Vissa menar till exempel att de teologiska skillnader vi ser inte är några verkliga skillnader, utan ett uttryck för att Paulus skrev till folk som verkade i ett annat sammanhang. Andra menar att det finns teologiska skillnader, men att de inte är större än att Paulus ska ha hunnit utveckla och förändra sin teologi. Svårare att förklara är dock de stora språkliga skillnaderna mellan breven och att så många teologiska begrepp har förändrat innehåll.

## Adressaterna
Brevet var kanske avsett för övriga församlingar i Mindre Asien men sändes först till Efesos genom Tychikos (Ef. 6:21–22). Det är dock att observera att i de äldsta och bästa handskrifterna saknas orden "i Efesos" i 1:1. Ordet "Efesos" återfinns endast i vissa av de bevarade handskrifterna. Församlingen i Efesos var grundad av Paulus. Enligt Apostlagärningarna 18:19–21 besökte han Efesos helt kort under sin andra missionsresa (Apg. 18:19–21). Under sin tredje missionsresa var han verksam i Efesos i tre år och i Apg. 20:17–38 återfinns Paulus avskedstal till de äldste i församlingen i Efesos. Paulus var då på väg till Jerusalem där han skulle komma att fängslas för att senare föras till Rom varifrån han kan har skrivit detta brev.
Några av de teman brevet tar upp är församlingen som Kristi kropp, enheten mellan judar och hedningar i Kristus, Guds frälsningsplan och det kristna livet, en så kallad hustavla helt präglad av en hierarkisk syn med Kristus–kärleken–husfadern–kvinnan. Brevet talar om detta som en hemlighet, ett mysterium.

## Omdömen om brevets betydelse
I Efesierbrevet återfinns ett av de viktigaste bibelställena för protestantismen och i synnerhet den lutherska kyrkogemenskapen: "Ty av nåd är ni frälsta genom tron, inte av er själva, Guds gåva är det." (Ef. 2:8).
Brevet är ett "herdabrev" med "ord till tröst och förmaning och framför allt till undervisning om Kristus. Det är ett ord från en sannskyldig fader i Gud, både fast och ömsint". Skriften innehåller många uttryck som känns igen från luthersk teologi med dess betoning på sola gratia (nåden allena) och sola fide (tron allena). Samtidigt innehåller skriften tydliga katolska och ortodoxa drag, vilket gör att brevet i vår tid har stor ekumenisk relevans.